# Denpa Kyōshi
Denpa Kyōshi (電波教師?) es una serie de manga escrita e ilustrada por Takeshi Azuma. Fue serializada en el semanario Shōnen Sunday de Shōgakukan entre noviembre de 2011 y marzo de 2017 y recopilada en 26 volúmenes tankōbon. Una adaptación al anime producida por el estudio A-1 Pictures fue emitida en Japón entre abril y septiembre de 2015.

## Sinopsis
La historia sigue a Junichiro Kagami, cuya hermana Suzune está enojada con él por su completo desinterés en el mundo real. Como Junichiro no está interesado en nada más que anime, manga y juegos, Suzune lo obliga a ir a un trabajo como maestro sustituto de física en la misma escuela secundaria de la que se graduó. Junichiro es un maestro capaz y trabajador que viene con métodos poco ortodoxos basados en el conocimiento aparentemente inútil que obtuvo como otaku para enseñar y motivar a sus alumnos.

## Medios

### Manga
La serie comenzó la serialización en la edición número 49 de 2011 de la revista Shūkan Shōnen Sunday de la editorial Shōgakukan, publicada el 2 de octubre de 2011. La serie finalizó en el número 18 de la revista el 29 de marzo de 2017.
| N.º | Fecha de lanzamiento     | ISBN original      |
| --- | ------------------------ | ------------------ |
| 1   | 16 de marzo de 2012      | ISBN 9784091235701 |
| 2   | 18 de junio de 2012      | ISBN 9784091236999 |
| 3   | 18 de septiembre de 2012 | ISBN 9784091238177 |
| 4   | 16 de noviembre de 2012  | ISBN 9784091240088 |
| 5   | 23 de febrero de 2013    | ISBN 9784091241801 |
| 6   | 23 de abril de 2013      | ISBN 9784091242839 |
| 7   | 18 de julio de 2013      | ISBN 9784091243522 |
| 8   | 16 de agosto de 2013     | ISBN 9784091244017 |
| 9   | 18 de noviembre de 2013  | ISBN 9784091244987 |
| 10  | 18 de febrero de 2014    | ISBN 9784091245649 |
| 11  | 16 de mayo de 2014       | ISBN 9784091246448 |
| 12  | 23 de agosto de 2014     | ISBN 9784091250797 |
| 13  | 17 de octubre de 2014    | ISBN 9784091253729 |
| 14  | 16 de enero de 2015      | ISBN 9784091254498 |
| 15  | 18 de marzo de 2015      | ISBN 9784091256973 |
| 16  | 18 de mayo de 2015       | ISBN 9784091260253 |
| 17  | 17 de julio de 2015      | ISBN 9784091261854 |
| 18  | 18 de septiembre de 2015 | ISBN 9784091262486 |
| 19  | 18 de noviembre de 2015  | ISBN 9784091265005 |
| 20  | 18 de febrero de 2016    | ISBN 9784091267801 |
| 21  | 18 de mayo de 2016       | ISBN 9784091271396 |
| 22  | 17 de junio de 2016      | ISBN 9784091272683 |
| 23  | 16 de septiembre de 2016 | ISBN 9784091273352 |
| 24  | 18 de noviembre de 2016  | ISBN 9784091274137 |
| 25  | 17 de febrero de 2017    | ISBN 9784091274984 |
| 26  | 18 de abril de 2017      | ISBN 9784091275554 |

### Anime
La serie de anime fue animada por A-1 Pictures y dirigida por Masato Sato, con guiones escritos por Atsushi Maekawa. Isao Sugimoto diseñó los personajes y Ryuuichi Takada compuso la música. La serie fue emitida del 4 de abril al 26 de septiembre de 2015. De los episodios 1 al 12, el primer tema de apertura es «Youthful Dreamer» de TrySail, y el tema de cierre es «DREAMIN'» de Tokyo Performance Doll. De los episodios 13 al 24, el segundo tema de apertura es «Vivid Brilliant door» de Sphere y el tema final es «MY ONLY ONE» de 9nine.